# ウィレム・クラースゾーン・ヘーダ
ウィレム・クラースゾーン・ヘーダ（Willem Claesz. Heda、生年は1593年か1594年、没年は1680年から1682年の間）は17世紀のオランダの画家である。「バンケッチェ（banketje:晩餐図）」などの静物画で知られる。

## 略歴
ハールレムに生まれた。父親は建築家で、叔父に画家のコーネリス・クラースゾーン・ヘーダ (Cornelis Claesz. Heda) がいた 。
豪華な食事の並んだ食卓を描く、静物画「バンケッチェ（banketje:晩餐図）」を描いたハールレムの画家、ニコラース・ヒリス（1595年–1632年）もしくはフロリス・ファン・ダイク（1575年頃 - 1651年）から影響を受けている。1631年にハールレムのサンルカ画家組合に入会し、後に組合の会長を務めたが生涯についてはほとんど知られていない。肖像画や宗教画も描いたが、ファン・ダイクらと同じように食卓や食器、食材などを題材にした静物画で知られている。精緻な質感の描写など高度な写実性で知られる。
息子のヘリット・ウィレムスゾーン・ヘーダ (Gerrit Willemz. Heda) やマールティン・ブレーマ・デ・ストンメ (Maerten Boelema de Stomme) らの弟子がいた。

## 作品

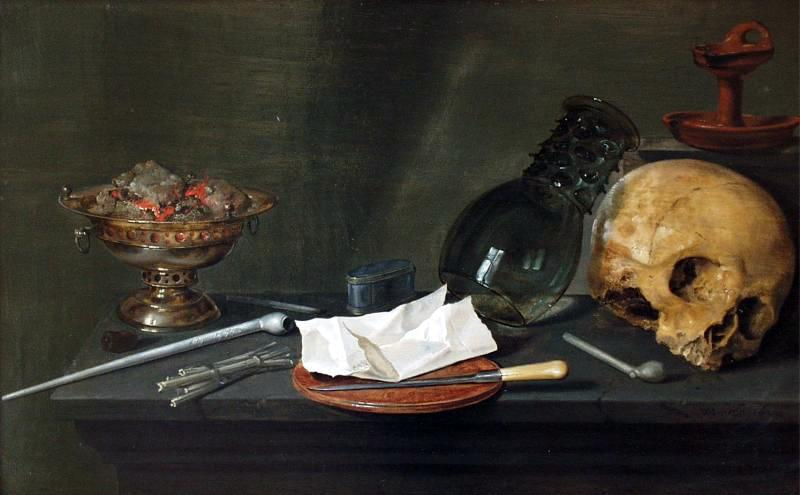
『ヴァニタス』(1628年)
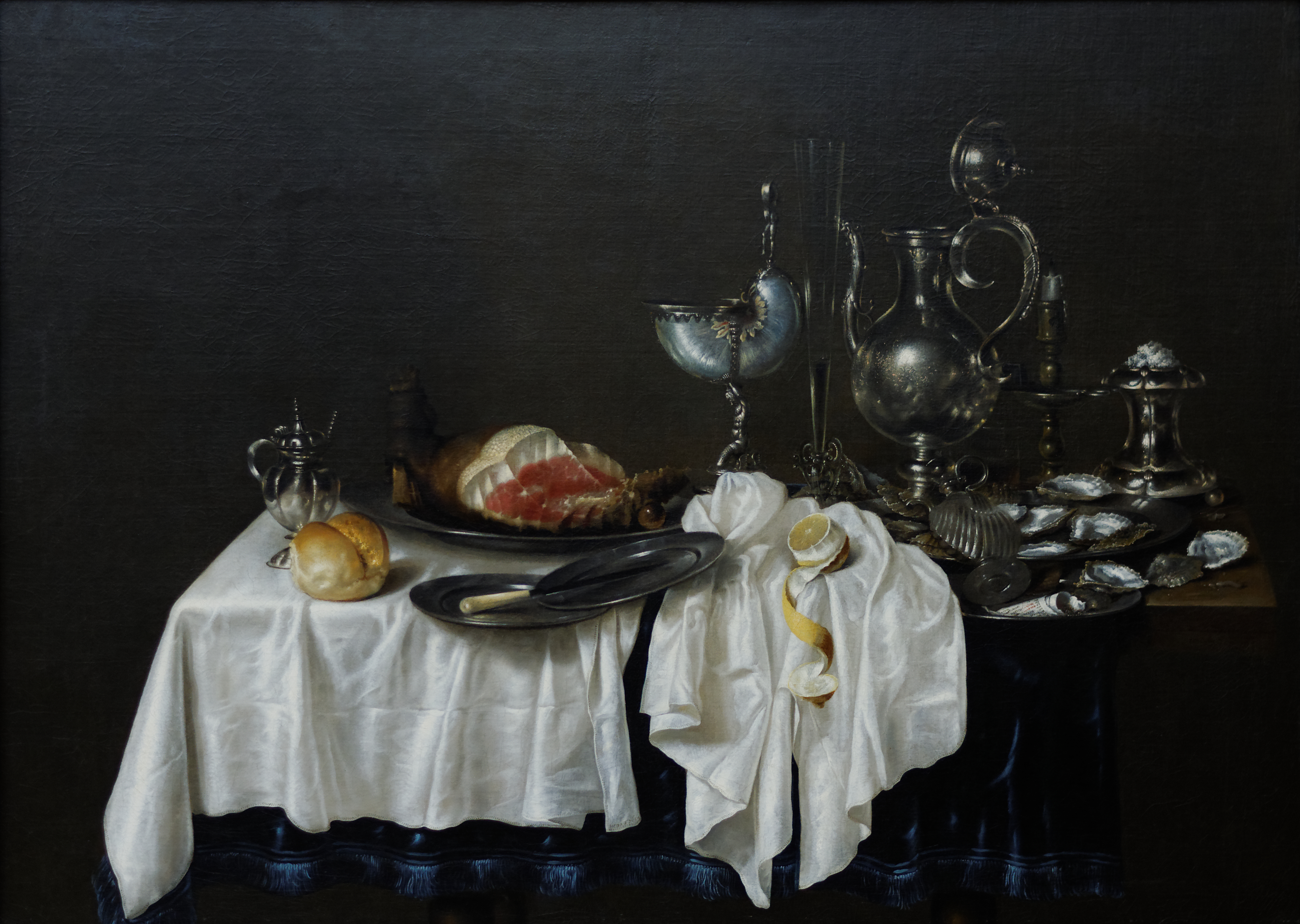
『貝型食器(nautilus cup)のある静物』
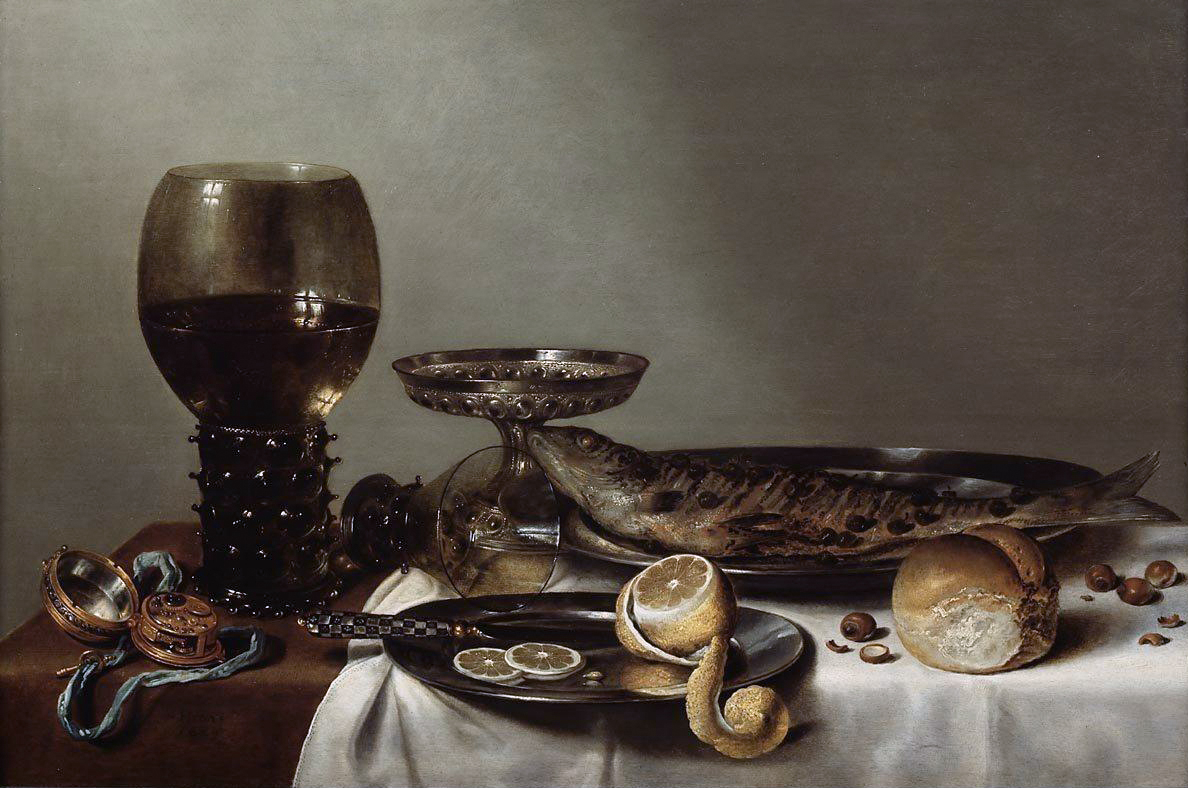
『レーマーグラスと懐中時計のある静物』(1629年)、マウリッツハイス美術館、デン・ハーグ
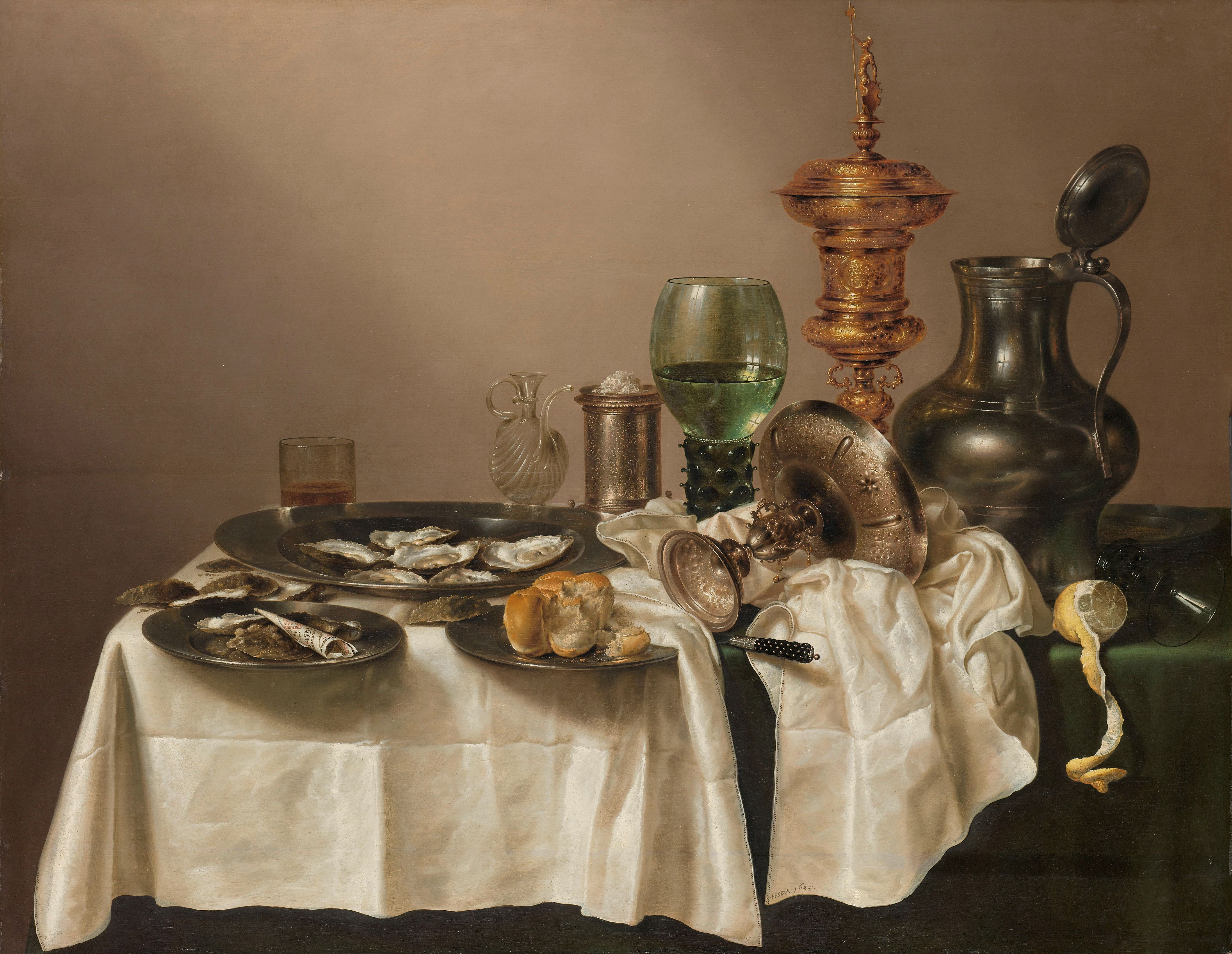
『鍍金したゴブレットのある静物』 (1635年)、アムステルダム国立美術館
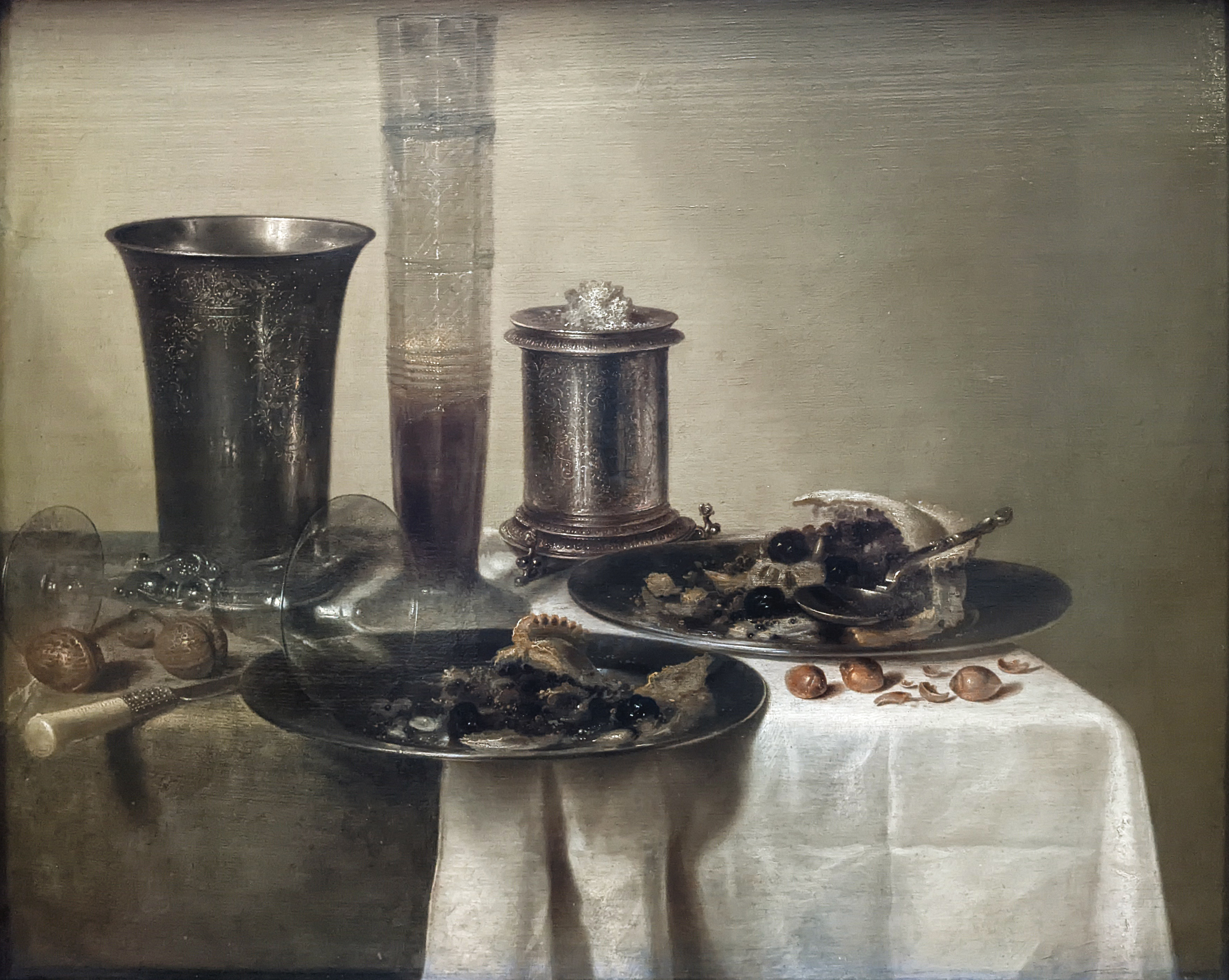
『軽食の終わり』 (1637年)、ルーヴル美術館、パリ